# Nokia Lumia 928
El Nokia Lumia 928 es un teléfono inteligente de alta gama desarrollado por Nokia, funciona en el sistema operativo Windows Phone 8. Éste dispositivo es el sucesor del Nokia Lumia 920 en la serie alta gama de la compañía finlandesa. Estará disponible desde el 16 de mayo de 2013 en Estados Unidos, aún no hay fecha de lanzamiento para el lanzamiento del dispositivo en otras partes del mundo.
Varios usuarios han informado que la interfaz se congela durante su uso. Continua funcionando pero no reacciona a ninguna entrada táctil. El problema persiste incluso después de hacer un reinicio total.

## Detalles
El nuevo dispositivo de Nokia continuó con su pantalla de 4,5 pulgadas OLED (1280×768 píxeles), protegida con Gorilla Glass 2. Permite grabar vídeo Full HD a 30 fps y capturar fotografías con mejor aspecto gracias a su tecnología PureView Phase 2, con su cámara de 8,7 megapíxeles. La compañía también redujo un poco sus dimensiones, respecto a su antecesor Nokia Lumia 920: 133.1 ×  68.8 × 11.2 milímetros, y 161.6 gramos de peso. El acabado del dispositivo es en aluminio y fibra de vidrio por sus costados, y fue presentado en colores negro profundo y blanco plata.

## Competencia
El Nokia Lumia 928 toma competencia en aspectos como en su calidad de cámara y reproducción de audio con los dispositivos iPhone 5 de Apple, Samsung Galaxy S4 de Samsung y HTC One de HTC.